# Slowakische Fußballnationalmannschaft/Weltmeisterschaften
Der Artikel beinhaltet eine ausführliche Darstellung der slowakischen Fußballnationalmannschaft bei Fußball-Weltmeisterschaften. Die Slowakei nahm erst einmal an einer Weltmeisterschafts-Endrunde teil und war zuvor Teil der Tschechoslowakei. Nach der Aufspaltung der Tschechoslowakei wurden deren Ergebnisse von der FIFA sowohl der Slowakei als auch Tschechien zugeordnet. Neuerdings wird nur noch Tschechien als Nachfolger der Tschechoslowakei angesehen. Daher finden sich in den FIFA-Statistiken für Tschechien auch die Spiele und meisten Spieler der Tschechoslowakei. In der ewigen Tabelle der WM-Endrundenteilnehmer belegt die Slowakei den 56. Platz.

## Überblick
| Jahr | Gastgeberland  | Teilnahme bis …    | Letzte(r) Gegner | Ergebnis | Trainer        | Bemerkungen und Besonderheiten |
| ---- | -------------- | ------------------ | ---------------- | -------- | -------------- | --- |
| 1998 | Frankreich     | nicht qualifiziert |                  |          |                | In der Qualifikation an Spanien und Jugoslawien gescheitert. |
| 2002 | Südkorea/Japan | nicht qualifiziert |                  |          |                | In der Qualifikation an Schweden und der Türkei gescheitert. |
| 2006 | Deutschland    | nicht qualifiziert |                  |          |                | In der Qualifikation in den Relegationsspielen der Gruppenzweiten an Spanien gescheitert, nachdem in der Gruppenphase hinter Portugal der 2. Platz belegt wurde. |
| 2010 | Südafrika      | Achtelfinale       | Niederlande      | 16.      | Vladimir Weiss | 3:2-Vorrundensieg gegen Titelverteidiger Italien |
| 2014 | Brasilien      | nicht qualifiziert |                  |          |                | In der Qualifikation an Bosnien-Herzegowina und Griechenland gescheitert.                                                                                        |
| 2018 | Russland       | nicht qualifiziert |                  |          |                | In der Qualifikation hinter England die direkte Qualifikation und als schlechtester Gruppenzweiter die Playoffs verpasst                                         |
| 2022 | Katar          | nicht qualifiziert |                  |          |                | In der Qualifikation an Kroatien und Russland gescheitert. |

Statistik (Angaben inkl. 2022: 22 Weltmeisterschaften; Prozentangaben sind gerundet)

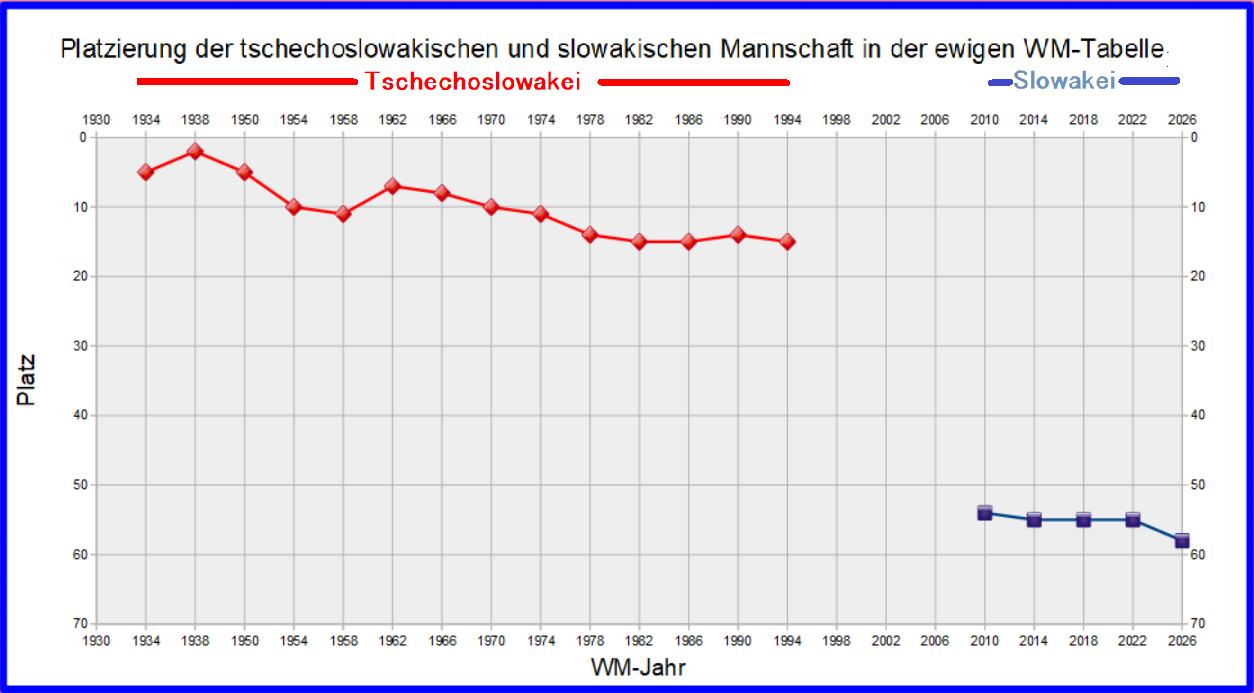
Platzierung der tschechoslowakischen und slowakischen Mannschaft in der ewigen WM-Tabelle

- Nicht qualifiziert: 6× (24 %; 1998, 2002, 2006, 2014, 2018 und 2022)
- Sportliche Qualifikation: 1× (4,5 % bzw. bei 14 % der Versuche)
  - Achtelfinale: 1× (4,5 %; 2010)

### 1930 bis 1994
Bis 1939 war die Slowakei ein Teil der Tschechoslowakei und stellte keine eigenständige Fußballnationalmannschaft, slowakische Spieler wirkten in der gemeinsamen tschechoslowakischen Mannschaft mit. 1930 nahm die Tschechoslowakei nicht teil. 1934 unterlag sie im WM-Finale Gastgeber Italien und wurde erstmals Vizeweltmeister. 1938 schied sie im WM-Viertelfinale nach zwei Spielen gegen Brasilien aus.
Durch die politische Zerschlagung der Tschechoslowakei entstand im März 1939 die Slowakische Republik. Als eigenständiges FIFA-Mitglied bestritt die Slowakei 16 Länderspiele. Nach Ende des Zweiten Weltkrieges im Jahre 1945 wurde die Slowakei wieder Teil der neugegründeten Tschechoslowakei.
Mit Ausnahme der WM 1950 nahm die Tschechoslowakei dann an allen elf folgenden WM-Qualifikationen von 1954 bis 1994 teil. Sechsmal betritt die Tschechoslowakei die Qualifikation erfolgreich (1954, 1958, 1962, 1970, 1982 und 1990) und konnte sich für das WM-Endrundenturnier qualifizieren. Ihre beste Platzierung war 1962, als sie im WM-Finale Titelverteidiger Brasilien unterlag.
Während der noch laufenden Qualifikation für die WM 1994 wurde die Tschechoslowakei am 1. Januar 1993 aufgelöst und es entstanden die zwei Nachfolgestaaten Tschechien und die Slowakei. Die noch ausstehenden Qualifikationsspiele wurden aber noch von einem gemeinsamen Team unter der Bezeichnung Auswahl der Tschechen und Slowaken (Representation of Czechs and Slovaks, RCS) durchgeführt. Erst ab Januar 1994 traten zwei getrennte Mannschaften auf. Die Auswahl der Tschechen und Slowaken konnte sich nicht für die WM 1994 in den USA qualifizieren, sie belegte nur den dritten Platz hinter den für die WM 1994 qualifizierten Teams von Rumänien und Belgien.

### 1998 in Frankreich
Für die zweite WM in Frankreich wollten sich die Slowaken sowie die Tschechen erstmals mit eigenen Nationalmannschaften qualifizieren und wurden in eine Gruppe gelost. Allerdings belegten sie punktgleich nur Platz 4 bzw. 3 hinter Spanien und der Bundesrepublik Jugoslawien, gegen die beide nicht gewinnen konnten. Die Färöer und Malta hatten mit dem Ausgang nichts zu tun.

### 2002 in Japan und Südkorea
In der Qualifikation für die erste WM in Asien mussten die Slowaken gegen Schweden, die Türkei, Mazedonien, Moldau und Aserbaidschan antreten. Mit fünf Siegen, zwei Remis und drei Niederlagen belegten sie hinter Schweden und der Türkei nur den dritten Platz. Verspielt wurde das Erreichen der Playoffs der Gruppenzweiten durch eine 0:1-Heimniederlage gegen die Türkei am drittletzten Spieltag, wodurch stattdessen die Türkei die Playoffs erreichte und sich darüber hinaus zum zweiten Mal für die WM qualifizierte und dort überraschend Dritter wurde.

### 2006 in Deutschland
Für die WM 2006 in Deutschland konnten sich die Slowaken dann ebenfalls nicht qualifizieren. In einer Siebenergruppe mit Portugal, Russland, Estland, Lettland, Liechtenstein und Luxemburg belegten sie nun den zweiten Platz, punktgleich mit den Russen, aber mit der besseren Tordifferenz sowie dem besseren direkten Vergleich aufgrund der Auswärtstorregel. Gesichert hatten sie sich den Playoffplatz durch ein 0:0 im letzten Heimspiel gegen Russland. In den Playoffs trafen sie auf Spanien und verloren in Madrid mit 1:5. Dies konnten sie dann mit einem 1:1 im Rückspiel nicht kompensieren.

### 2010 in Südafrika
Für die erste WM in Afrika konnten sich die Slowaken dann erstmals qualifizieren. Wieder waren sie mit den Tschechen in eine Gruppe gelost worden, landeten aber nun auf Platz 1 vor Slowenien, das über die Playoffs die WM-Endrunde erreichte, Tschechien, Nordirland, Polen und San Marino. Gesichert wurde die Qualifikation durch einen 1:0-Sieg in Polen am letzten Spieltag, wodurch sie zwei Punkte mehr als die Slowenen hatten.
In Südafrika trafen sie in ihrem ersten WM-Spiel auf Neuseeland, das sich erstmals seit 1982 wieder qualifiziert hatte. Nach einer torlosen ersten Halbzeit erzielte Róbert Vittek in der 50. Minute das erste WM-Tor für die Slowakei. In der dritten Minute der Nachspielzeit mussten sie aber noch den Ausgleich hinnehmen. Für beide Mannschaften war dies der erste Punkt in einem WM-Spiel. Im zweiten Spiel unterlagen sie dann Paraguay mit 0:2. Da sich Italien und Neuseeland im Parallelspiel mit 1:1 getrennt hatten, lagen die Slowaken vor dem letzten Spieltag mit einem Punkt auf dem letzten Gruppenplatz und benötigten einen Sieg gegen Titelverteidiger Italien, um die K.-o.-Runde zu erreichen. Nach 73 Minuten führten sie auch durch zwei Tore von Róbert Vittek mit 2:0, in der 81. Minute erzielte aber Antonio Di Natale den Anschlusstreffer für Italien, das dann auf den Ausgleich drängte, der Italien zum Weiterkommen gereicht hätte. In diese Drangphase fiel durch Kamil Kopúnek zwei Minuten nach seiner Einwechslung das 3:1 für die Slowaken. Der erneute Anschlusstreffer durch Fabio Quagliarella in der Nachspielzeit änderte daran nichts mehr und da sich Paraguay und Neuseeland im Parallelspiel ohne Tore trennten, wurden die Slowaken Gruppenzweiter hinter Paraguay. Titelverteidiger Italien schied als Gruppenletzter aus.
Im Achtelfinale trafen die Slowaken dann auf die Niederlande und verloren mit 1:2. Den Anschlusstreffer zum 1:2 hatte Róbert Vittek in der vierten Minute der Nachspielzeit per Foulelfmeter erzielt. Mit insgesamt vier Toren war er sechstbester Torschütze des Turniers und nur vier Spieler erzielten je ein Tor mehr.

### 2014 in Brasilien
In der Qualifikation zur zweiten WM in Brasilien traf die Slowakei, die seit April 2012 von Stanislav Griga und Michal Hipp trainiert wurde auf Bosnien-Herzegowina, Griechenland, Lettland, Liechtenstein und Litauen. Durch eine 1:2-Heimniederlage gegen Bosnien-Herzegowina am 10. September 2013 verpasste die Slowakei die erneute WM-Qualifikation und belegte nur den dritten Platz. Bereits im Juni 2013 waren Griga  und Hipp nach einem 1:1 in Liechtenstein entlassen worden. Ihr Nachfolger Ján Kozák konnte das Blatt allerdings nicht mehr wenden. Unter ihm qualifizierten sich die Slowaken aber für die EM 2016 und damit erstmals für eine EM-Endrunde.

### 2018 in Russland
In der Qualifikation, die im September 2016 begann, trafen die Slowaken auf England, Schottland, Slowenien, Litauen und Malta. Nach der Hälfte der Spiele, von denen die Slowaken drei gewannen und die ersten beiden verloren, lagen sie mit vier Punkten Rückstand auf die führenden Engländer auf Platz 2. Dies wiederholte sich in der zweiten Hälfte, so dass sich der Abstand auf die Engländer auf acht Punkte vergrößerte, der zweite Platz aber gehalten wurde. Dabei profitierten sie davon, dass die Schotten am letzten Spieltag in Slowenien nur ein 2:2 erreichten und insgesamt fünf Gegentore mehr kassierten. So konnten sie die punktgleichen Schotten auf den dritten Platz verweisen. Der zweite Platz war aber letztlich auch für die Slowaken nicht ausreichend, da sie als schlechtester Gruppenzweiter die Playoff-Spiele verpassten.

### WM 2022 in Katar
Gegner in der Qualifikation waren Kroatien, Russland, Slowenien, Zypern und Malta. Kroatien ist häufigster Gegner der Slowaken und umgekehrt. Sieben Spiele fanden aber während des Zweiten Weltkriegs statt, als beide vorübergehend selbständig waren. Acht Spiele gab es nach der neuen Selbständigkeit, wovon die ersten sechs Spiele Freundschaftsspiele waren, von denen nur die ersten zwei gewonnen wurden. Die letzten Spiele vor der WM-Qualifikation waren Qualifikationsspiele zur EM 2021 und wurden verloren. Gegen Russland gab es zuvor neun Spiele mit je drei Siegen, Remis und Niederlagen. Zuletzt gab es einen Sieg in der Gruppenphase der EM 2016. Gegen Slowenien gab es zunächst zwei Remis in Freundschaftsspielen und dann drei Niederlagen und einen Sieg in WM-Qualifikationen. Gegen Zypern gab es zuvor drei Siege und eine Niederlage in einem Freundschaftsspiel. Gegen Malta gab es zuvor sieben Siegen und ein Remis.
Die Slowaken starteten mit einem torlosen Remis in Zypern und kamen daheim gegen Malta auch nur zu einem 2:2. Der erste Sieg gelang dann mit 2:1 gegen Russland, danach folgte ein 1:1 in Slowenien und eine 0:1-Heimniederlage gegen Vizeweltmeister Kroatien. Gegen Zypern gelang dann zwar der zweite Sieg (2:0), durch eine 0:1-Niederlage in Russland und ein 2:2 in Kroatien wurden aber alle Chancen auf das Erreichen der Endrunde zunichtegemacht. Denn in der UEFA Nations League 2020/21 waren die Slowaken Gruppenletzte geworden, so dass auch dieser Weg verbaut war. Zum Abschluss gab es dann noch ein 2:2 gegen Slowenien und ein 6:0 auf Malta, wodurch sie dank der besseren Tordifferenz Dritte vor den punktgleichen  Slowenen wurden.

### 2026 in Kanada, Mexiko und USA
In der Qualifikation treffen die Slowaken ab September 2025 auf Deutschland, Nordirland und Luxemburg.

## Rangliste der slowakischen WM-Spieler mit den meisten Einsätzen

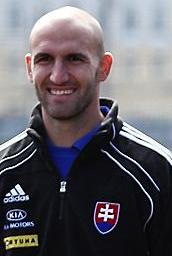
Róbert Vittek – bester slowakischer WM-Torschütze

01. Ján Popluhár: 9 Einsätze bei 2 Turnieren
02. Andrej Kvašňák: 8 Einsätze bei 2 Turnieren
03. Jozef Adamec, Adolf Scherer: 6 Einsätze bei 2 bzw. 1 Turnieren
05. Ľubomír Moravčík: 5 Einsätze bei 1 Turnier
06. Ján Ďurica, Marek Hamšík, Ján Kocian, Ján Mucha, Martin Škrtel, Miroslav Stoch und Róbert Vittek: 4 Einsätze bei 1 Turnier
Anmerkung: alle kursiv gesetzten Spieler spielten bei Weltmeisterschaften nur für die Tschechoslowakei.

## Rangliste der slowakischen WM-Spieler mit den meisten Toren
01. Róbert Vittek – 4 Tore
02. Adolf Scherer – 3 Tore
03. Ladislav Petráš – 2 Tore
04. Kamil Kopúnek – 1 Tor
Anmerkung: die kursiv gesetzten Spieler erzielten die WM-Tore nur für die Tschechoslowakei.

## Slowakische WM-Kapitäne
- 1970: Alexander Horváth (1. und 2. Spiel, für die Tschechoslowakei)
- 2010: Marek Hamšík

## Bei Weltmeisterschaften gesperrte Spieler
- 2010: Zdeno Štrba erhielt im dritten Gruppenspiel gegen Italien die zweite Gelbe Karte und war für das Achtelfinale gesperrt.

## Anteil der im Ausland spielenden Spieler im WM-Kader
Legionäre stellten bei der ersten Teilnahmen die Mehrheit im Kader. Nur Kamil Kopúnek und Kornel Saláta spielten in der Slowakei.
| Jahr (Spiele) | Anzahl (Länder) | Spieler (Einsätze) |
| ------------- | --- | --- |
| 2010 (4)      | 21 (5 in Deutschland, 3 in England, 1 in Griechenland, 2 in Italien, 1 in den Niederlanden, 1 in Polen, 2 in Rumänien, 1 in Russland, 1 in Schottland, 1 in Tschechien, 3 in der Türkei) | Ján Ďurica, Erik Jendrišek (3), Peter Pekarík (3), Stanislav Šesták (2), Radoslav Zabavník (3); Marek Čech (1), Martin Škrtel (4), Vladimír Weiss (3); Zdeno Štrba (3); Marek Hamšík (4); Miroslav Stoch (4); Ján Mucha (4); Ján Kozák (1), Dušan Kuciak (0); Martin Jakubko (1); Dušan Perniš (0); Juraj Kucka (3); Filip Hološko (2), Marek Sapara (1), Róbert Vittek (4) |

## Spiele
Die Slowaken bestritten bisher vier WM-Spiele. Davon wurde eins gewonnen, zwei verloren und eins endete remis.
Die Slowaken nahmen nie am Eröffnungsspiel teil und spielten nie gegen den Gastgeber und den späteren Weltmeister.
Die Slowaken spielten einmal gegen den Titelverteidiger, trafen aber bisher auf keinen WM-Neuling.
Alle Spiele sind bisher einmalig. Sowohl der Sieg als auch die Niederlage gegen Paraguay sind die jeweils höchsten gegen diese Länder.
| Alle WM-Spiele |               |          |             |   |                    |              |                                    |
| Nr.            | Datum         | Ergebnis | Gegner      |   | Austragungsort     | Anlass       | Bemerkungen                        |
| 1              | 15. Juni 2010 | 1:1      | Neuseeland  | * | Rustenburg (ZAF)   | Gruppenspiel | Erstes Spiel gegen Neuseeland      |
| 2              | 20. Juni 2010 | 0:2      | Paraguay    | * | Bloemfontein (ZAF) | Gruppenspiel | Erstes Spiel gegen Paraguay        |
| 3              | 24. Juni 2010 | 3:2      | Italien     | * | Johannesburg (ZAF) | Gruppenspiel |                                    |
| 4              | 28. Juni 2010 | 1:2      | Niederlande | * | Durban (ZAF)       | Achtelfinale | Erstes Spiel gegen die Niederlande |